# Diego Díaz Ahumada
Diego Armando Díaz Ahumada (Curicó, Chile, 12 de junio de 1986) es un exfutbolista chileno. Jugaba de defensor.

## Clubes
Actualizado el 10 de diciembre de 2020
| Club                      | País  | Año       | PJ  | Goles |
| ------------------------- | ----- | --------- | --- | ----- |
| Curicó Unido              | Chile | 2006-2007 | 52  | 1     |
| Universidad de Concepción | Chile | 2008-2016 | 175 | 3     |
| Deportes Temuco           | Chile | 2016-2017 | 46  | 1     |
| Curicó Unido              | Chile | 2018-2019 | 33  | 1     |
| Deportes Santa Cruz       | Chile | 2020      | 10  | 0     |
| Total                     | Total | Total     | 316 | 6     |

## Palmarés

### Campeonatos nacionales
| Título           | Club                      | País  | Año     |
| ---------------- | ------------------------- | ----- | ------- |
| Copa Chile       | Universidad de Concepción | Chile | 2008-09 |
| Primera B        | Universidad de Concepción | Chile | T-2013  |
| Copa Chile       | Universidad de Concepción | Chile | 2014-15 |
| Segunda División | Deportes Recoleta         | Chile | 2021    |